# Оріховатка
Оріхова́тка (Горіхова, Оріхова, Бабина) — річка в Україні, в межах Ружинського району Житомирської області та Погребищенського району Вінницької області. Ліва притока Росі (басейн Дніпра).
На деяких сучасних топографічних картах ця річка позначена як «Горіхова», однак в історичних джерелах та населенням прилеглих населених пунктів вживається назва «Оріховатка». Гідронім «Горіхова» походить від назви рослини — українського водяного горіха (котелки, рогульки), який масово проростав у руслі річки. На сьогодні популяція цієї рослини незначна.

## Опис
Довжина річки 34 км, площа басейну 332 км². Русло значною мірою зарегульоване ставками, що істотно збільшило площу випаровування. Як наслідок, зменшилася повноводність річки та швидкість її течії, що негативно вплинуло на здатність до самоочищення. Середня витрата води у гирлі становить 1,07 м³/с, однак в останні роки (2018-2020 роки) відсутність весняних паводків та течії річки через посушливу погоду в літній період негативно відбиваються на флорі і фауні, зокрема, призводить до придухи риби. Відсутність весняних паводків в ці ж роки є причиною замулення русла, поступового заболочення річки та перетворення її в дистрофну водойму.

## Притоки

### Ліві
- Річка без назви. Бере  початок на північному сході від Богатиря. Тече переважно на південний захід через Рогачі і впадає в Оріховатку за 24 км від її гирла. Довжина річки 9,8 км. Площа басейну 27,7 км².
- Річка без назви. Річка бере початок у селі Озерна. Тече переважно на південний захід через Сніжну і у Задорожньому впадає в Оріховатку за 15 км від її гирла. Довжина річки 12 км. Формується з багатьох безіменних струмків та водойм.Площа басейну 44,1 км².

### Праві
- Річка без назви (Урочище Ромасове). Бере початок на півдні від Зоряного. Тече переважно на південний схід через Городоцьке, Бухни і в Морозівці впадає в Оріховатку за 21 км від її гирла. Довжина річки 14 км. Формується з багатьох безіменних струмків та водойм. Площа басейну 78,3 км².
  - Річка без назви (Урочище Гнатюковий Яр) - права притока урочища Ромасове. Довжина річки 6,8 км. Має притоки та ставки. Площа басейну 26 км². Впадає до Ромасового Яру у с. Бухни за 5 км. від його гирла. Довжина річки 6,1 км. Площа басейну 12,6 км².
- Бистрик
- Річка без назви. Бере  початок у Соколівці. Тече переважно на північний схід і у с. Новофастів впадає в Оріховатку за 14 км від її гирла.
- Курянчик

## Розташування
Бере початок біля села Зоряне. Тече переважно на південний схід. Впадає до Росі в селі Борщагівка.
Найбільші притоки впадають в районі села Морозівка (без назви, права притока, довжина — 14 км, площа басейну — 78,3 км²), села Задорожнє (без назви, ліва притока, довжина — 12 км, площа басейну — 44,1 км²), села Скибинці (р. Бистрик, права притока, довжина — 12 км, площа басейну — 22,6 км²).

## Фауна
В ставках, створених по руслу річки з метою розведення риб, переважають промислові види риб: карась сріблястий, короп, товстолобик, амур білий, в деяких ставках вирощують сомів. Із аборигенів широко розповсюджені окунь звичайний, плітка звичайна, верховодка, йорж, іноді трапляється щука звичайна, гірчак (простонародне - пукась), в'юн, краснопірка. Колись значно поширений пічкур зустрічається рідко,що свідчить про погіршення гідрологічного стану річки, практично зникли щипавка звичайна, лин, карась звичайний в основному витіснений сріблястим.

## Галерея

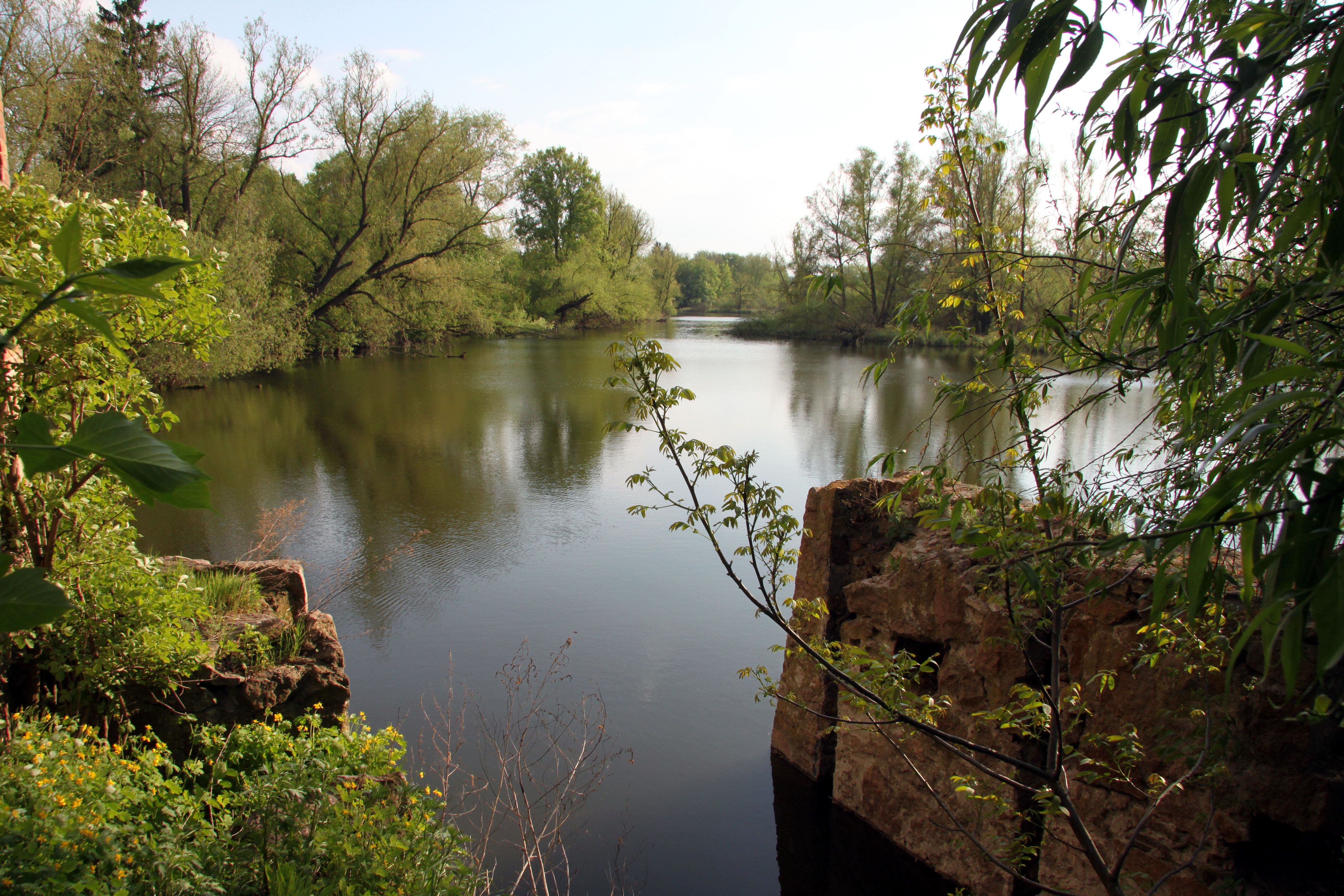
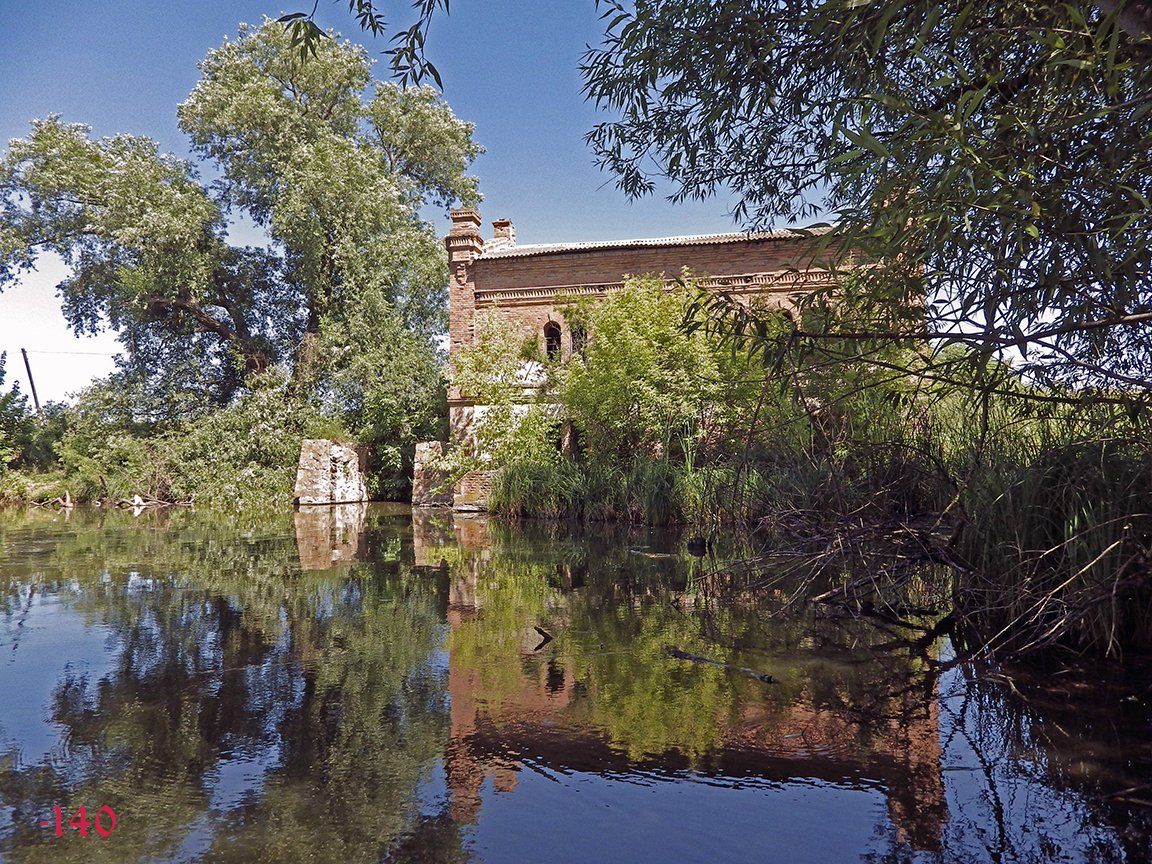
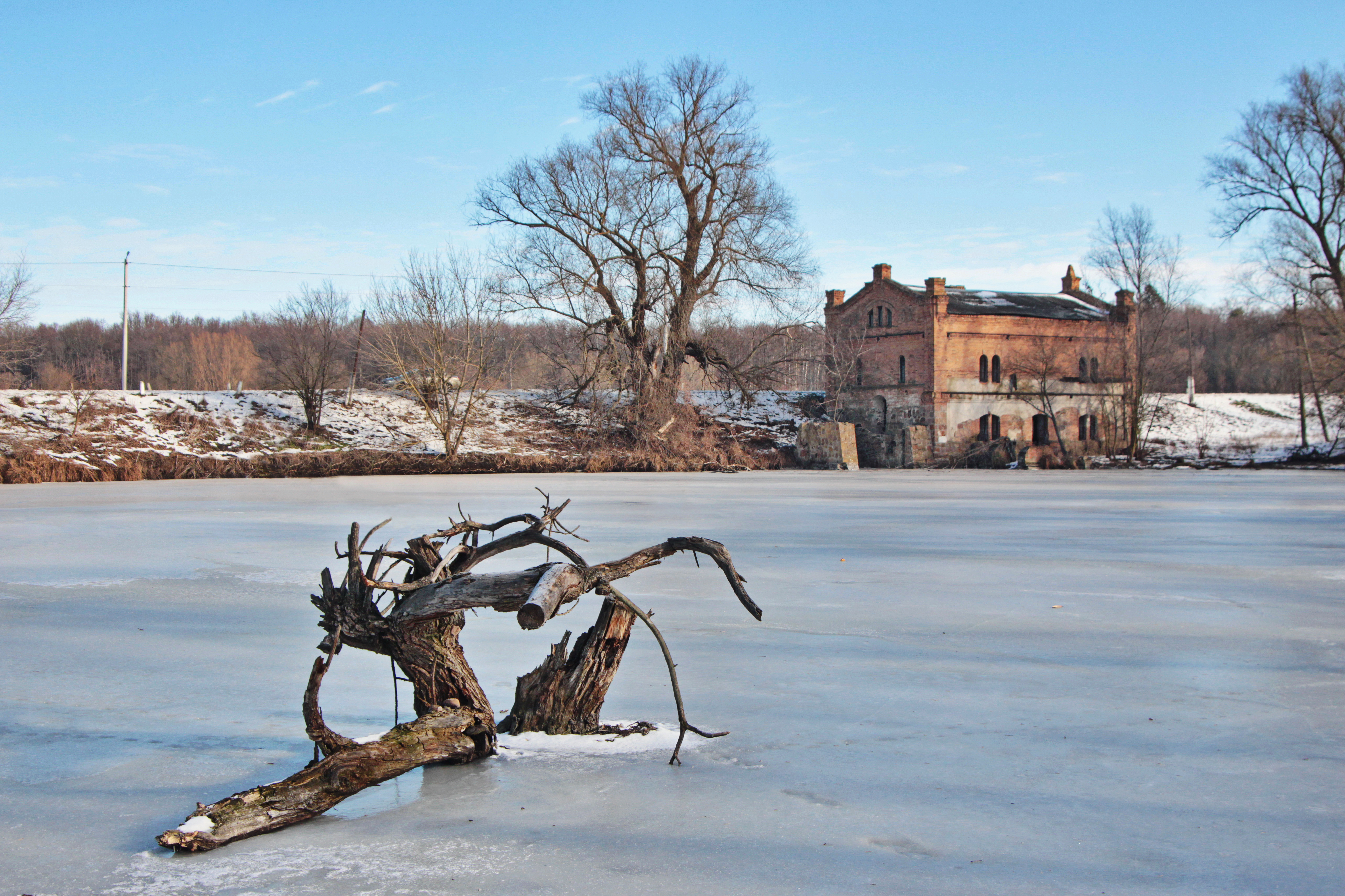